# 南丹警察署
南丹警察署（なんたんけいさつしょ）は、京都府警察が管轄する警察署の一つである。

## 所在地
- 京都府南丹市園部町上本町南2-5

## 管轄区域
- 南丹市
- 船井郡京丹波町

## 沿革
- 2006年（平成18年）4月1日：京北警察署の管轄である旧北桑田郡美山町の区域を市域と同じにするため本署管内へ移管し、かつ、市名に併せ名称を「京都府園部警察署」から「京都府南丹警察署」に改称。

## 内部組織
- 会計課 - 会計係
- 警務課 - 警務係、留置管理係、犯罪被害者支援係、広聴・相談係
- 生活安全課 - 生活安全係
- 地域課 - 地域第一係、地域第二係、地域第三係、地域管理係
- 刑事課 - 捜査管理係、強行・盗犯係、知能・組織犯罪対策係
- 交通課 - 交通指導係、交通事故捜査係
- 警備課 - 警備係

## 交番
（ ）の中は所在地。

### 南丹市
- 八木交番（南丹市八木町東久保28-3・27-4）
- 園部駅前交番（南丹市園部町小山東町溝辺6-4）

### 京丹波町
- 須知交番（船井郡京丹波町蒲生堂ノ上35-12）

## 駐在所
（ ）の中は所在地。

### 南丹市
- 摩気駐在所（南丹市園部町船阪町田89-2）
- 西本梅駐在所（南丹市園部町南八田神垣内35-5）
- 観音寺駐在所（南丹市八木町観音寺山ノ下19-1）
- 室橋駐在所（南丹市八木町室橋西垣内1-1）
- 殿田駐在所（南丹市日吉町殿田前田51-2）
- 胡麻駐在所（南丹市日吉町胡麻的場2-5）
- 保野田駐在所（南丹市日吉町保野田金堀2-12）
- 宮島駐在所（南丹市美山町和泉蛭子30-1）
- 知井駐在所（南丹市美山町中穴原6-6）
- 平屋駐在所（南丹市美山町上平屋奥谷2-1）
- 鶴ケ岡駐在所（南丹市美山町鶴ケ岡橋戸10-1）
- 大野駐在所（南丹市美山町三埜後田16-1）
- 宮脇駐在所（南丹市美山町宮脇中道35-2）

### 京丹波町
- 桧山駐在所（船井郡京丹波町橋爪桧山21）
- 富田駐在所（船井郡京丹波町富田辻70-1）
- 下山駐在所（船井郡京丹波町下山小野6-2）
- 水原駐在所（船井郡京丹波町水原片山18・19・36合地）
- 和知駐在所（船井郡京丹波町本庄岸本21-3）
- 篠原駐在所（船井郡京丹波町篠原堂ノ下74）
- 広野駐在所（船井郡京丹波町広野中地1）